# Amerykański cmentarz wojenny w Suresnes

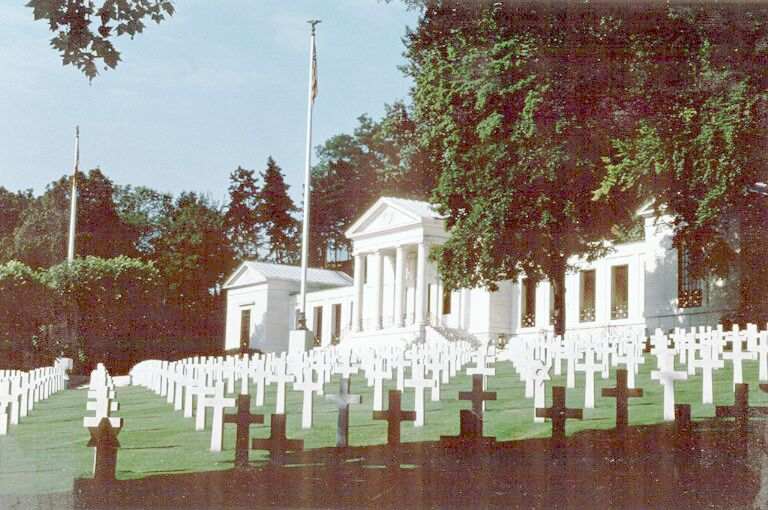

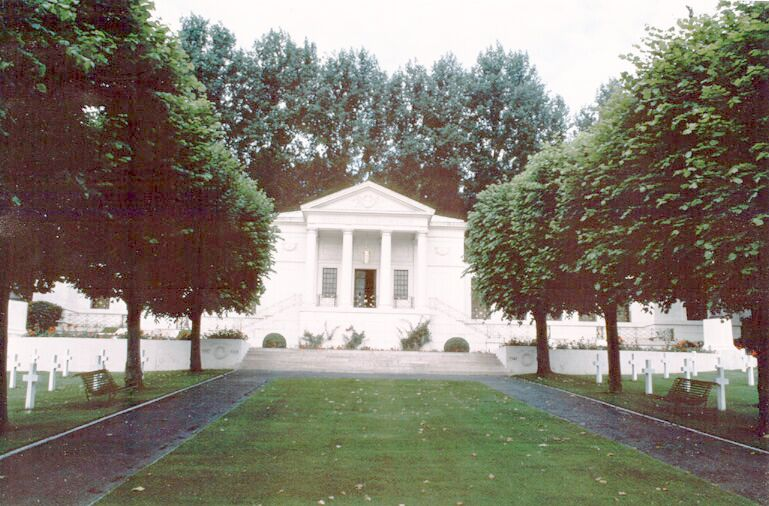

Amerykański cmentarz wojenny w Suresnes – cmentarz amerykańskich ofiar I i II wojny światowej w Suresnes, na stokach fortu Mont Valérien.
Powierzchnia cmentarza wynosi ponad 3 hektary, na których rozmieszczone jest 1541 grobów amerykańskich żołnierzy. Poza 24 ofiarami II wojny światowej są to zabici w czasie I wojny światowej. W obrębie cmentarza znajduje się również Ściana Zaginionych, na której wyryto 974 nazwiska żołnierzy walczących w I wojnie światowej, których los nie został jednoznacznie ustalony. W wypadku zdobycia informacji o danej osobie, przy jej nazwisku na ścianie pojawiała się rozetka.
Cmentarz został założony w 1917 i jest jedynym amerykańskim cmentarzem wojennym we Francji, na którym spoczywają głównie ranni i zmarli wskutek epidemii w szpitalach (stąd jego położenie – z daleka od pól bitewnych). Wielu pochowanych na cmentarzu zmarła w 1918 na grypę hiszpankę; wśród nich jest 7 pielęgniarek, które zaraziły się w trakcie opieki nad żołnierzami.
W maju 1919 cmentarz odwiedził prezydent USA Woodrow Wilson. W 1932 na cmentarzu została wzniesiona kaplica według projektu Ch. Platta. W 1952 miało miejsce uroczyste otwarcie symbolicznych grobów ofiar II wojny światowej z udziałem generała George’a Marshalla. Następnie dokonano rozbudowy kaplicy o dwa skrzydła, w których zawarto informacje o stratach amerykańskich w czasie dwóch wojen światowych i wykonano płaskorzeźby przedstawiające grupy żołnierzy.